# 여뀌속
여뀌속(Persicaria)은 마디풀과의 식물 속이다. 이전에는 마디풀속에 포함되어 있었다. 한해살이풀이거나 여러해살이풀이다. 대부분 분홍색이거나 흰색 꽃으로 된 이삭꽃차례를 단다. 일부 종이 작물 및 관상용 식물로 쓰이지만, 많은 종이 위해 식물로 취급된다.

## 한국 서식 종
- 물여뀌(P. amphibia)
- 긴화살여뀌(P. breviochreata)
- 바늘여뀌(P. bungeana)
- 덩굴모밀(P. chinensis)
- 꽃여뀌(P. conspicua)
- 세뿔여뀌(P. debilis)
- 가시여뀌(P. dissitiflora)
- 대동여뀌(P. erectominor)
- 이삭여뀌(P. filiformis)
- 만주겨이삭여뀌(P. foliosa)
- 버들겨이삭여뀌(P. foliosa)
- 긴미꾸리낚시(P. hastatosagittata)
- 여뀌(P. hydropiper
- 가는여뀌(P. hydropiper)
- 흰꽃여뀌(P. japonica)
- 흰여뀌(P. lapathifolia)
  - 흰명아주여뀌(P. lapathifolia for. alba)
  - 흰솜여뀌(P. lapathifolia var. incana)
  - 솜흰여뀌(P. lapathifolia var. salicifolia)
- 개여뀌(P. longiseta)
  - 짧은개여뀌(P. longiseta for. breviseta)
- 나도미꾸리낚시(P. maackiana)
- 넓은잎미꾸리낚시(P. muricata)
- 새이삭여뀌(P. neofiliforme)
- 산여뀌(P. nepalensis)
- 명아자여뀌(P. nodosa)
- 털여뀌(P. orientalis)
- 며느리배꼽(P. perfoliata)
- 장대여뀌(P. posumbu)
- 좁은잎미꾸리낚시(P. praetermissa)
- 바보여뀌(P. pubescens)
- 미꾸리낚시(P. sagittata)
- 며느리밑씻개(P. senticosa)
- 민미꾸리낚시(P. sieboldii)
- 실미꾸리낚시(P. sieboldii)
- 털미꾸리낚시(P. sieboldii)
- 겨이삭여뀌(P. taquetii)
- 고마리(P. thunbergii)
- 쪽(P. tinctoria)
- 가는개여뀌(P. trigonocarpa)
- 끈끈이여뀌(P. viscofera)
- 큰끈끈이여뀌(P. viscofera)
- 기생여뀌(P. viscosa)
- 봄여뀌(P. vulgaris)